# قلعة دروغو
قلعة دروغو عبارة عن منزل ريفي قرب دروستينتون، ديفون، إنجلترا. وكان قد بني في 1910 و 1920 لصالح جوليوس درو (رجل أعمال أسس متاجر هوم آند كولونيال) ومن تصميم المهندس المعماري إدوين لوتينز، وهي من الدرجة الأولى بين المباني المدرجة. وكانت القلعة دروغو آخر قلعة بنيت في إنجلترا، وعلى الأغلب كان آخر منزل خاص في البلاد بني بالكامل من الغرانيت.